# Чепулёнис, Адольфас Винцович
Адольфас Винцович Чепулёнис — комбайнер колхоза «Вильтис» Пакруойского района Литовской ССР, Герой Социалистического Труда (1972).

## Биография
Родился 19 сентября 1932 года в с. Пагиринкай, Линкувский дистрикт, Шяуляйский уезд, Литва. Член КПСС с 1960 г.
Образование — 7 классов. В 1949—1950 годах — колхозник, с 1950 г. тракторист машинотракторной станции (МТС). В 1952—1956 годах служил в Армии.
В 1956—1958 годах — снова тракторист МТС. В 1958—1965 годах — тракторист, токарь-сварщик, с 1965 года — тракторист и комбайнер колхоза «Вильтис» Пакруойского района Литовской ССР (сейчас — Шяуляйский уезд Литвы).
Указом Президиума Верховного Совета СССР от 13 декабря 1972 года за большие успехи, достигнутые в увеличении производства зерна, других продуктов земледелия, и проявленную трудовую доблесть на уборке урожая присвоено звание Героя Социалистического Труда.
Депутат Верховного Совета СССР[уточнить] IX созыва (1974—1979).